# Command & Conquer 4: Tiberian Twilight
Command & Conquer 4: Tiberian Twilight (engl.: twilight bedeutet Zwielicht, Dämmerung) ist der offiziell vierte Teil der Command & Conquer: Tiberium-Reihe. Die Tiberium-Saga um Kane soll mit diesem Teil endgültig beendet werden.

## Handlung
Der Handlungsverlauf spielt im Jahre 2062, 15 Jahre nach Tiberium Wars. Die Erde steht aufgrund des massiven Tiberiumwuchses kurz vor der Unbewohnbarkeit und Kane muss notgedrungen mit der GDI zusammenarbeiten, um die Vernichtung des Planeten aufzuhalten. Es gibt auf beiden Seiten allerdings fanatische Gegner dieses Bündnisses. Laut offiziellen Ankündigungen von Electronic Arts wird man in diesem Teil des Spieles Kanes lange geheim gehaltenen Plan erfahren.

### Im Schutz der Nacht
Im Schutz der Nacht ist eine speziell erstellte Bonusmission, die man bei Vorbestellung des Spiels mit erworben hat. Man spielt in dieser Mission weder für die Bruderschaft von Nod noch für die GDI, sondern für den Nod-Separatisten Gideon, der Kane als falschen Propheten ansieht und einen Angriff aus dem Hinterhalt auf selbigen plant. Die Mission ist die eigentliche Hintergrundgeschichte, die man sonst in der ersten Mission des Einzelspielermodus erfahren würde. Obwohl diese Mission die Erste ist, die der Spieler spielt, war sie die Letzte, die entworfen und erstellt wurde. Am 8. April 2011 wurde die Prequel-Mission für alle Spieler freigegeben.
Die Mission startet am 1. Mai 2077 in einem Außenbezirk von New Adana, etwa 12 Stunden vor dem Start der eigentlichen Kampagne des Spiels. Nach Beginn der Mission muss der Rand einer Stadt der GDI aufgesucht werden, wo drei Trucks stehen, mit denen man unerkannt durch ein Tunnelsystem in die Stadt gelangen soll. Im Auftrag Gideons muss man die mit Obelisken des Lichts beladenen Trucks durch das Tunnelsystem in die Stadt schleusen, um dort Kane daran zu hindern, der Welt das Tiberium-Kontrollnetzwerk zu präsentieren. Da die GDI nichts von Gideons Plan mitbekommen darf, müssen etliche GDI-Patrouillen ausgeschaltet sowie zum Schluss die Kommunikation einer GDI-Basis unterbrochen werden, da diese sonst den Diebstahl der Trucks durch Nod-Truppen melden würde.

## Spielprinzip
Es soll wie bisher Zwischensequenzen mit Schauspielern geben, welche allerdings action-orientierter sein sowie die Geschichte besser vermitteln sollen. Aufgrund der Tatsache, dass nur jene Spieler, die eine gewisse Spielgeschwindigkeit erreicht haben und einem gewissen Basisaufbauschema gefolgt sind, im online multiplayer mode bestehen, entschloss man sich im vierten Teil dazu – anders als in allen anderen Teilen aus dem Tiberium-Universum – nicht auf den Basisbau zu setzen, sondern fast alle Funktionen über eine mobile Einheit (den sogenannten „Crawler“, englisch für Kriecher) steuerbar zu machen. Neu ist unter anderem, dass man ein Spiel nicht mehr gewinnt, indem man den Gegner vernichtet, sondern indem man Strukturen (Gebäude oder ähnliches) erobert, was auch bedeutet, dass trotz Verlust aller Einheiten z. B. eine Mission nicht neu geladen bzw. von Anfang an neu gespielt werden muss. Neu ist auch, dass vor Beginn jedes Matches die Spielart (Offensive, Defensive oder Unterstützung) ausgesucht werden kann, um jedem Spieler die passenden Einheiten für seine bevorzugte Spielart bereitzustellen. Wenn man sich dazu entscheidet, im Offensivmodus zu spielen, kann man die stärksten Panzer bauen; wenn man sich für den Defensivmodus entscheidet, kann man Verteidigungsstrukturen sowie die Ionenkanone bauen, während der Unterstützungmodus verstärkt auf unterstützende Fraktionen des Spiels wie Flugzeuge und Artillerie aufbaut.
Wie auch bei Command and Conquer 3: Tiberium Wars wird es auch hier nur festgelegte Abbauplätze für Tiberium geben, wobei es anders als in Tiberium Wars keine Tiberiumfelder geben wird, sondern mit dem mobilen Gameplaydesign des „Crawler“ die bisherige Abbaumethode mit Raffinerie und Sammler nicht mehr möglich sein wird. Da Tiberium zu einer kontrollierten Ressource geworden ist, gibt es keine Tiberiumfelder als solche mehr. Die Tiberiumversorgung wird durch ein riesiges Verteilernetz bewerkstelligt, welches sich vor allem durch in der Landschaft verlaufende Rohre und neue (Tech-)Gebäude manifestiert. Man entschied sich zu dieser neuen Form des Tiberiumabbaus, weil die Entwickler der Meinung waren, dass die alte Methode weder zum neuen (mobileren) Gameplay noch zur Geschichte passe. Da man den Fans trotzdem die Möglichkeit bieten wollte, Tiberium einzusammeln, hat man sich dazu entschlossen, Bereiche auf Karten einzurichten, bei denen regelmäßig neues Tiberium mittels Lufttransporter angeliefert wird. Das angelieferte Tiberium sieht wie mit einem Metallring zusammengehaltene einzelne Tiberiumkristallstäbe aus, welche der Spieler dann mit einer Einheit zu seiner Basis transportieren kann (man kann den Tiberiumkristall und die Einheit, die ihn transportiert, auch zerstören damit ihn der Gegner nicht einsammeln kann). Zwar sieht es so aus, als würde auch teilweise einsammelbares Tiberium frei auf der Karte zu finden sein, jedoch erinnert die Methode mit auf bestimmten Plätzen auffindbarem Tiberium eher an eine Art Capture-the-Flag-Modus als an klassisches Einsammeln von Tiberium.
Wie in Alarmstufe Rot 3 können Skillpunkte freigeschaltet werden, mit denen man, je nach bevorzugter Spielart (offensiv bzw. defensiv), seine Einheiten aufrüsten kann. Im Vergleich zu den früheren Teilen der Serie zeigt sich, dass man Erfahrungspunkte (XP) nicht nur z. B. durch das Zerstören von Einheiten erhält, sondern beispielsweise auch für das Einnehmen von Gebäuden etc. In einem Modus (Mehrspieler, Kampagne etc.) erspielte Skillpunkte sind auch in allen anderen Modi verfügbar.

## Soundtrack
Für den Soundtrack zu Tiberian Twilight arbeitete als Audio Director Nick Lavers, der den Soundtrack als düsterer und erwachsener („darker and mature“) im Vergleich zum Soundtrack von Command & Conquer: Alarmstufe Rot 3 beschreibt. Jason Graves hat sich beim Soundtrack um die Hintergrundmusik der GDI gekümmert, welcher nur von einem Orchester gespielt wurde und weder Gesang noch mit elektronischen Instrumenten erzeugte Passagen enthält. Der Soundtrack zum Geschichtenstrang der GDI ist von militärischer und heroischer Natur. Für die Hintergrundmusik der Nod-Kampagne war Timothy Michael Wynn verantwortlich. James Hannigan hat das musikalische Leitmotiv des Spiels gestaltet sowie die Aufgabe die Hintergrundmusik mit der Geschichte in Einklang zu bringen erledigt. Alle Stücke wurden vom Londoner Philharmonia Orchestra gespielt. Der Soundtrack wurde bei Vorbestellung des Spieles bei Auslieferung gratis beigegeben.
James Hannigan, Nick Lavers sowie Timothy Michael Wynn haben auch am Soundtrack zu Alarmstufe Rot 3 mitgewirkt und Teile davon gestaltet.

## Kopierschutz
Spieler kritisieren die Art der Kontrolle von Electronic Arts, die sicherstellen soll, dass der Besitzer des Spiels dieses rechtmäßig erworben hat: Vor dem Starten bei der Registrierung des Spiels sowie während der gesamten Spieldauer ist eine Onlineverbindung notwendig. Der Verleger begründet dies mit der neuen Art des Spielprinzips der Weiterentwicklung einer „Persona“ eines Spielers. So können nun im Einzelspieler-Modus erspielte Upgrades auch im Mehrspieler-Modus verwendet werden. Nach EA ist die dauerhafte Verbindung nur erforderlich, um ein Schummeln im Einzelspieler-Modus zu unterbinden. Anders als z. B. Assassin’s Creed II kann Tiberian Twilight auch gespielt werden, wenn keine Internetverbindung mehr besteht. Erspielte Erfahrungspunkte, die für den Verlauf des Spiels (etwa für das Freischalten von Einheiten und Upgrades) sehr wichtig sind, werden jedoch bei Verlust der Verbindung zum Server nicht gespeichert, womit ein Verbindungsabbruch (sei es auf Seiten des Konsumenten oder auf Seiten des Spieleherstellers) den Fortschritt im Spiel gänzlich unmöglich machen würde. Laut Konsumentenberichten gab es am ersten Wochenende nach dem Release ähnliche Auslastungsprobleme mit den Servern des Spieleherstellers, wie es bei Assassin’s Creed II auch schon der Fall war, wo das Spiel zeitweise aufgrund eines Hackerangriffs auf die Server des Spieleherstellers zusammenbrach. Ein weiterer Nachteil der neuen Art der Gestaltung des Spieles ist, dass man zur Aktivierung des Spieles einen Account bei Electronic Arts’ Webseite benötigt und der Registrierungscode dauerhaft an diesen Account gebunden wird, womit ein Weiterverkauf des Spiels unmöglich ist. Des Weiteren könnten in Zukunft Profile eines Spielers erstellt werden, welche dann zu Marketingzwecken verwendet werden könnten. Vorteil dieser Art der Kontrolle (die es sehr wahrscheinlich macht, dass das Spiel legal erworben wurde) ist, dass die DVD des Spieles nicht mehr im Laufwerk verbleiben muss, um das Spiel zu starten, was das Medium vor ungewollter Zerstörung durch das Laufwerk oder Langzeitgebrauch schützt.
Kurz nach der Ankündigung des Spiels am 9. Juli 2009 durch Electronic Arts wurde bekannt gegeben, dass das Spiel keinen Kopierschutz haben wird, was jedoch wenig später mit der Aussage, dass lediglich keine Digitale Rechteverwaltung (DRM) zum Einsatz kommt teilweise eingeschränkt bzw. relativiert wurde. Der wesentliche Unterschied zu Programmen, die beispielsweise die Internetverbindung nur zur Aktivierung des Spiels benötigen, ist jener, dass die Internetverbindung konstant aufrechterhalten werden muss, auch wenn keine großen Datenmengen übertragen werden.

## Entwicklung

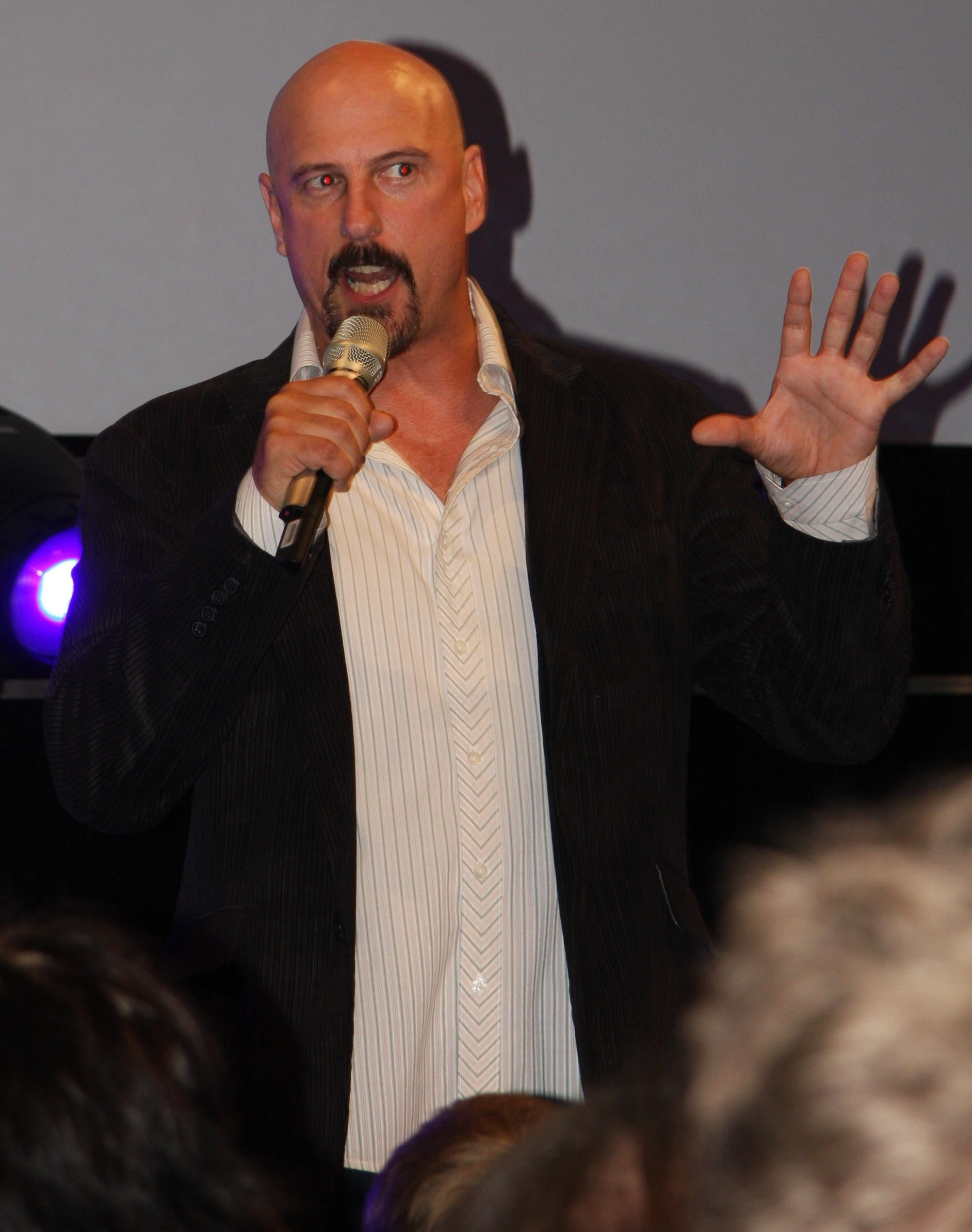
Joseph Kucan alias Kane bei der Präsentation des Spiels

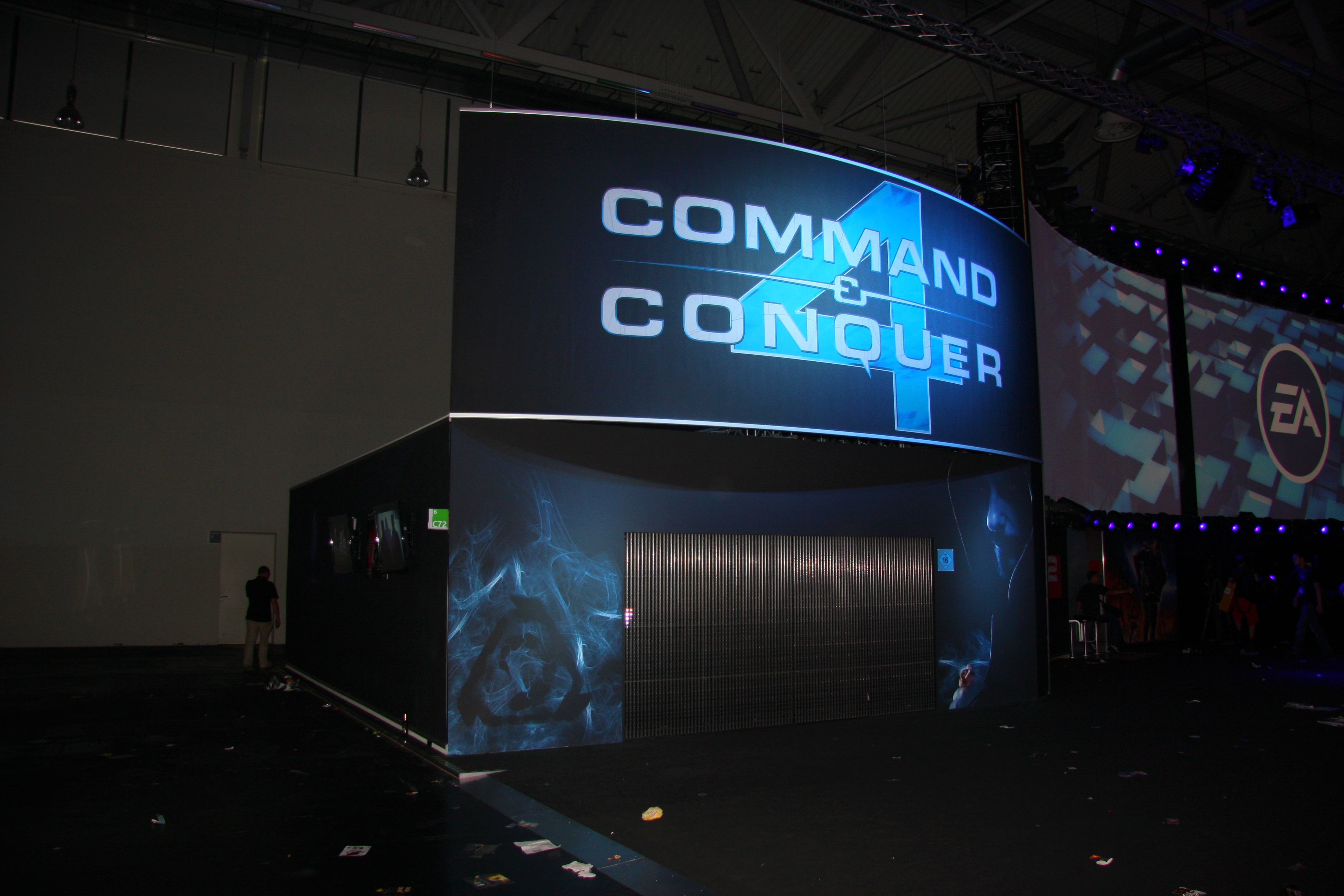
Der Präsentationsraum des Spiels auf der gamescom 2009

C&C 4 war zunächst als Online-Fassung von Command & Conquer 3: Tiberium Wars für den asiatischen Markt geplant und schließlich um eine Kampagne erweitert weltweit als Vollpreistitel auf den Markt gebracht worden.
Anders als bei allen vorhergegangenen Spielen der Command-&-Conquer-Reihe hatten erstmals die Fans die Möglichkeit, den Untertitel vorzuschlagen. Tiberian Twilight, welcher der ursprüngliche Arbeitstitel von Tiberium Wars war, setzte sich gegen andere Vorschläge wie Tiberian Dusk, Tiberian Eclipse, Kane's Ascension, Kane's Prophecy und andere als Untertitel durch. Ebenfalls zum ersten Mal gab es die Möglichkeit für Fans, die Namen für zwei Einheiten vorzuschlagen.
Am 19. Februar 2010 bestätigte Lead Designer Sam Bass in einem Interview, dass C&C 4 weder das Spielen im LAN noch eine Unterstützung von dedizierten Servern mit sich bringen würde. Auch für den Einzelspielermodus benötigt der Kopierschutz eine ständige Verbindung ins Internet.

## Rezeption
Laut der großen Mehrzahl der Kundenrezensionen wird auch das Konzept und die Änderung des klassischen Stiles von der Fangemeinschaft stark kritisiert. Insbesondere der Fakt, dass weder Basen errichtet, noch Ressourcen abgebaut werden können, wie man es von früheren Versionen gewohnt war, wird von der Fangemeinde kritisiert. Der große Unterschied zu allen früheren Ausgaben (mit Ausnahme von Renegade) ist die Unterbindung des Baus großer Armeen, was laut vieler Fans den Charakter des Spieles ausmachte.

„Das Problem [am neuen mobilen Gameplay]: Taktisch bleibt euch leider oft nichts anderes übrig als die Basis so nah wie möglich zum Gegner zu rollen und ihn von da aus mit Panzern tot zu schmeißen. Das ist öde und hat mit Strategie nicht das Geringste zu tun. [...]
Spezielle Überunits der Singleplayerkampagne bringen euch dagegen zur Weißglut, denn sie halten einfach viel zu viel aus. Keine dieser Supereinheiten macht im Kampf sonderlich viel Spaß. Stattdessen kosten sie euch Zeit, Geld und Nerven. Ohnehin hat man den Eindruck, dass der Singleplayermodus mehr schlecht als recht zusammen gescriptet wurde denn nur selten hat man das Gefühl taktischer Möglichkeiten. In C&C 4 siegt Masse über Klasse. Unser Fazit: Origineller neuer Ansatz doch belangloser Singleplayermodus und unbefriedigende Storyline. Das uns C&C 4 trotzdem ganz gut gefällt liegt am Multiplayermodus in dem man mit zwei Rassen, drei Klassen und zehn Spielern eine Menge Spaß haben kann.“

„Grafisch hat sich gegenüber dem Vorgängerspiel „Kanes Rache“ wenig verändert. Als Zwischensequenzen sieht man Realvideos mit Darstellern. Die Einheiten im Spiel sind schön gestaltet – von den bedrohlich wirkenden Spinnenpanzern bis hin zu gigantischen vierbeinigen Kampfmaschinen. Unangenehm fällt nur der Kopierschutz auf. Um spielen zu können, muss man sich auf den Servern von Electronic Arts anmelden und online bleiben, sonst lassen sich die Spielstände nicht abspeichern. EA zieht also mit Ubisoft insofern gleich, dass man Nutzern auch fürs Offline-Spielen eine Internet-Dauerverbindung aufzwingt. Wie viele Interessenten dieses Konzept durch Kaufverweigerung beantworten werden, bleibt abzuwarten.“